# گالگاگوتا
گالگاگوتا (به مجاری:  Galgaguta) یک شهرداری در مجارستان است که در نوگراد واقع شده‌است. گالگاگوتا ۱۵٫۸۹ کیلومتر مربع مساحت و ۷۲۵ نفر جمعیت دارد.